# حمله فرامرزی ۲۰۰۰ حزب‌الله
حمله فرامرزی ۲۰۰۰ حزب‌الله، در مرز بین لبنان و بلندی‌های جولان در ۷ اکتبر رخ داد. شبه‌نظامیان حزب‌الله لبنان، سه سرباز اسرائیلی را در حین گشت‌زنی در حصار امنیتی دستگیر کرده و به لبنان بردند. درحالی‌که زمان و شرایط مرگ این سه سرباز نامعلوم است، اجساد آنها در تبادل اسرا در ۲۹ ژانویه ۲۰۰۴ به اسرائیل بازگردانده شد.
این آدم‌ربایی، نخستین حادثه بین اسرائیل و لبنان پس از عقب‌نشینی اسرائیل از جنوب لبنان بود. پس از این، چندین تلاش دیگر توسط حزب‌الله برای ربودن سربازان اسرائیلی در مرز انجام شد. در نهایت، در ۱۲ ژوئیه ۲۰۰۶، حمله فرامرزی ۲۰۰۶ حزب‌الله، منجر به کشته‌شدن ۸ سرباز اسرائیلی و ربوده‌شدن ۲ سرباز دیگر و سپس کشته‌شدنشان در لبنان بود که آغازگر جنگ ۲۰۰۶ اسرائیل و لبنان شد.